# National League (bóng đá Anh)
National League là hệ thống giải đấu của Hiệp hội bóng đá Anh gồm có ba giải đấu, National League, National League North và National League South. Khoảng một nửa các câu lạc bộ ở Giải National League là câu lạc bộ chuyên nghiệp trong khi hầu hết các câu lạc bộ ở hai Giải National League North và National League South là câu lạc bộ bán chuyên nghiệp. Giải Bóng đá Hội nghị Bắc và Giải Bóng đá Hội nghị Nam thuộc hạng 6 còn Giải Bóng đá ngoại hạng Hội nghị thuộc hạng 5 của bóng đá Anh. National League (Bóng đá Anh) chỉ bao gồm một khu vực cho đến năm 2004. Mùa giải 2004-2005, Giải đấu này được mở rộng khắp toàn lãnh thổ của nước Anh.
Vào tháng 7 năm 2014, Giải đấu có nhà tài trợ là Vanarama được gọi là Vanarama National League. Bắt đầu mùa giải 2015-16, giải đấu đã được đặt tên là National League, trước đây được gọi là Football Conference.

## Thể lệ giải đấu
Football Conference thuộc hệ thống Liên đoàn Quốc gia (NLS) (tên gọi là: National League System) với hơn 50 giải đấu khác nhau dưới sự lãnh đạo của Hiệp hội Bóng đá Anh. National League có 24 câu lạc bộ trong khi National League North và National League South đều có 22 câu lạc bộ tham dự. Mỗi câu lạc bộ gặp câu lạc bộ khác trong giải đấu hai lần trong một mùa giải, một lần ở sân nhà và một lần ở sân khách. Câu lạc bộ được ba điểm cho một trận thắng, một điểm cho một trận hoà và không có điểm nào cho một trận thất bại.
Vào cuối mỗi mùa giải, hai câu lạc bộ được thăng hạng từ National League lên Football League Two và hai đội đến từ League Two được chuyển xuống National League để thế chỗ của hai đội đó. Hai suất thăng hạng được trao cho nhà vô địch National League và đội giành chiến thắng đấu loại trực tiếp trên sân nhà và sân khách ở vòng bán kết đối với những câu lạc bộ kết thúc vị trí thứ hai đến thứ năm trong bảng xếp hạng.
Ở cuối bảng xếp hạng, bốn câu lạc bộ dưới cùng thuộc giải National League phải xuống hạng National League North hoặc National League South tùy theo vị trí địa lý. Bốn đội xuống hạng được thay thế bởi bốn đội thăng hạng, hai đội từ National League North và hai đội từ National League South. Đối với mỗi giải đấu National League North hoặc National League South thì hai suất thăng hạng sẽ là nhà vô địch và đội chiến thắng vòng chung kết tranh suất thăng hạng giữa các câu lạc bộ kết thúc từ vị trí thứ hai đến vị trí thứ năm trong bảng xếp hạng.
| Hạng               | Thăng hạng trực tiếp | Thăng hạng thông qua play-off                  | Xuống hạng        |
| ------------------ | -------------------- | ---------------------------------------------- | ----------------- |
| Conference Premier | Một đội đứng đầu     | Một đội trong các đội từ vị trí 2 đến vị trí 5 | Bốn đội cuối cùng |
| Conference North   | Một đội đứng đầu     | Một đội trong các đội từ vị trí 2 đến vị trí 5 | Ba đội cuối cùng  |
| Conference South   | Một đội đứng đầu     | Một đội trong các đội từ vị trí 2 đến vị trí 5 | Ba đội cuối cùng  |

## Lịch sử
National League được thành lập vào năm 1979 từ các đội bóng hàng đầu ở Northern Premier League và Southern League. Ban đầu được biết đến như là Giải Alliance Premier Football League. Các câu lạc bộ thành viên sáng lập là:
| - AP Leamington - Altrincham - Bangor City - Barnet - Barrow - Bath City - Boston United | - Gravesend & Northfleet - Kettering Town - Maidstone United - Northwich Victoria - Nuneaton Borough - Redditch United - Scarborough | - Stafford Rangers - Telford United - Wealdstone - Weymouth - Worcester City - Yeovil Town |

## Các nhà tài trợ
Từ năm 1984, National League đã được công chúng biết đến bởi tên của một chuỗi các nhà tài trợ chính thức. Tên chính thức được đổi từ Alliance Premier đến Football Conference trong năm 1986. Dưới đây là danh sách các nhà tài trợ và những cách gọi các giải đấu:
- 1984–1986: Gola (Gola League)
- 1986–1998: General Motors (GM Vauxhall Conference)
- 1998–2007: Nationwide Building Society (Nationwide Conference, and from 2004 additionally Nationwide Conference North / Nationwide Conference South)
- 2007–2010: Blue Square (Blue Square Premier / Blue Square North / Blue Square South)
- 2010–2013: Blue Square Bet (Blue Square Bet Premier / Blue Square Bet North / Blue Square Bet South) known by fans as the Blue Square Group
- 2013–2014: Skrill (Skrill Premier/ Skrill North/ Skrill South)
- 2014–2015: Vanarama (Vanarama Conference/ Vanarama Conference North/ Vanarama Conference South)
- 2015–: Vanarama (Vanarama National League / Vanarama National League North / Vanarama National League South)

## Các câu lạc bộ National League mùa giải 2015-16
Danh sách các câu lạc bộ tham gia mùa giải 2015-16:
| Aldershot Town             |
| Altrincham                 |
| Barrow                     |
| Boreham Wood               |
| Braintree Town             |
| Bromley                    |
| Cheltenham Town            |
| Chester                    |
| Dover Athletic             |
| Eastleigh                  |
| FC Halifax Town            |
| Forest Green Rovers        |
| Gateshead                  |
| Guiseley                   |
| Grimsby Town               |
| Kidderminster Harriers     |
| Lincoln City               |
| Macclesfield Town          |
| Southport                  |
| Torquay United             |
| Tranmere Rovers            |
| Welling United             |
| Woking                     |
| [[Wrexham F.C.\|]] Wrexham |

| A.F.C. Fylde              |
| A.F.C. Telford United     |
| Alfreton Town             |
| Boston United             |
| Brackley Town             |
| Bradford Park Avenue      |
| Chorley                   |
| Corby Town                |
| Curzon Ashton             |
| F.C. United of Manchester |
| Gainsborough Trinity      |
| Gloucester City           |
| Harrogate Town            |
| Hednesford Town           |
| Lowestoft Town            |
| North Ferriby United      |
| Nuneaton Town             |
| Solihull Moors            |
| Stalybridge Celtic        |
| Stockport County          |
| Tamworth                  |
| Worcester City            |

| Basingstoke Town       |
| Bath City              |
| Bishop's Stortford     |
| Chelmsford City        |
| Concord Rangers        |
| Dartford               |
| Eastbourne Borough     |
| Ebbsfleet United       |
| Gosport Borough        |
| Havant & Waterlooville |
| Hayes & Yeading United |
| Hemel Hempstead Town   |
| Maidenhead United      |
| Maidstone United       |
| Margate                |
| Oxford City            |
| St Albans City         |
| Sutton United          |
| Truro City             |
| Wealdstone             |
| Weston-super-Mare      |
| Whitehawk              |

## Các Đội đã từng tham dự Football League
| Câu lạc bộ             | Năm ở Football League                                 | Số mùa giải |
| ---------------------- | ----------------------------------------------------- | ----------- |
| Aldershot Town         | 2008–2013; 1932–1992 (as a previous incarnation)      | 54          |
| Barnet                 | 1991–2001; 2005–2013                                  | 17          |
| Bristol Rovers         | 1920–2014                                             | 87          |
| Chester                | 1931–2000; 2004–2009 (as a previous incarnation)      | 67          |
| FC Halifax Town        | 1921–1992; 1998–2002 (as a previous incarnation)      | 68          |
| Gateshead              | 1930–1960 (as a previous incarnation)                 | 24          |
| Grimsby Town           | 1892–1910; 1911–2010                                  | 106         |
| Kidderminster Harriers | 2000–2005                                             | 5           |
| Lincoln City           | 1892–1908; 1909–1911; 1912–1920; 1921–1987; 1988–2011 | 103         |
| Macclesfield Town      | 1996–2012                                             | 16          |
| Southport              | 1921–1978                                             | 50          |
| Torquay United         | 1927–2007; 2009–2014                                  | 78          |
| Wrexham                | 1921–2008                                             | 80          |
| Barrow                 | 1921–1972                                             | 45          |
| Boston United          | 2002–2007                                             | 5           |
| Bradford Park Avenue   | 1908–1970 (as a previous incarnation)                 | 50          |
| Gainsborough Trinity   | 1896–1912                                             | 16          |
| Stalybridge Celtic     | 1921–1923                                             | 2           |
| Stockport County       | 1900–1904; 1905–2011                                  | 98          |

## Các Đội vô địch Football Conference
| Mùa giải | Vô địch Conference       | Vô địch chung     |
| -------- | ------------------------ | ----------------- |
| 1979–80  | Altrincham**             |                   |
| 1980–81  | Altrincham**             |                   |
| 1981–82  | Runcorn**                |                   |
| 1982–83  | Enfield**                |                   |
| 1983–84  | Maidstone United**       |                   |
| 1984–85  | Wealdstone**             |                   |
| 1985–86  | Enfield**                |                   |
| 1986–87  | Scarborough*             |                   |
| 1987–88  | Lincoln City*            |                   |
| 1988–89  | Maidstone United*        |                   |
| 1989–90  | Darlington*              |                   |
| 1990–91  | Barnet*                  |                   |
| 1991–92  | Colchester United*       |                   |
| 1992–93  | Wycombe Wanderers*       |                   |
| 1993–94  | Kidderminster Harriers** |                   |
| 1994–95  | Macclesfield Town**      |                   |
| 1995–96  | Stevenage Borough**      |                   |
| 1996–97  | Macclesfield Town*       |                   |
| 1997–98  | Halifax Town*            |                   |
| 1998–99  | Cheltenham Town*         |                   |
| 1999–00  | Kidderminster Harriers*  |                   |
| 2000–01  | Rushden & Diamonds*      |                   |
| 2001–02  | Boston United*           |                   |
| 2002–03  | Yeovil Town*             | Doncaster Rovers* |
| 2003–04  | Chester City*            | Shrewsbury Town*  |
| 2004–05  | Barnet*                  | Carlisle United*  |
| 2005–06  | Accrington Stanley*      | Hereford United*  |
| 2006–07  | Dagenham & Redbridge*    | Morecambe*        |
| 2007–08  | Aldershot Town*          | Exeter City*      |
| 2008–09  | Burton Albion*           | Torquay United*   |
| 2009–10  | Stevenage Borough*       | Oxford United*    |
| 2010–11  | Crawley Town*            | AFC Wimbledon*    |
| 2011–12  | Fleetwood Town*          | York City*        |
| 2012–13  | Mansfield Town*          | Newport County*   |
| 2013–14  | Luton Town*              | Cambridge United* |
| 2014–15  | Barnet*                  | Bristol Rovers*   |

* Thăng hạng lên The Football League (Hạng tư từ năm 1992, Hạng ba từ năm 1992 đến năm 2004 và League Two từ 2004)
** Không thăng hạng
| Mùa giải | Vô địch Conference North | Vô địch chung         |
| -------- | ------------------------ | --------------------- |
| 2004–05  | Southport                | Altrincham            |
| 2005–06  | Northwich Victoria       | Stafford Rangers      |
| 2006–07  | Droylsden                | Farsley Celtic        |
| 2007–08  | Kettering Town           | Barrow                |
| 2008–09  | Tamworth                 | Gateshead             |
| 2009–10  | Southport                | Fleetwood Town        |
| 2010–11  | Alfreton Town            | A.F.C. Telford United |
| 2011–12  | Hyde                     | Nuneaton Town         |
| 2012–13  | Chester                  | F.C. Halifax Town     |
| 2013–14  | A.F.C. Telford United    | Altrincham F.C.       |
| 2014–15  | Barrow                   | Guiseley              |

| Mùa giải | Vô địch Conference South | Vô địch chung          |
| -------- | ------------------------ | ---------------------- |
| 2004–05  | Grays Athletic           | Eastbourne Borough **  |
| 2005–06  | Weymouth                 | St Albans City         |
| 2006–07  | Histon                   | Salisbury City         |
| 2007–08  | Lewes                    | Eastbourne Borough     |
| 2008–09  | AFC Wimbledon            | Hayes & Yeading United |
| 2009–10  | Newport County           | Bath City              |
| 2010–11  | Braintree Town           | Ebbsfleet United       |
| 2011–12  | Woking                   | Dartford               |
| 2012–13  | Welling United           | Salisbury City         |
| 2014–15  | Bromley                  | Boreham Wood           |

** Không thăng hạng. Trong mùa giải 2004–05, chỉ có 3 đội bóng được thăng hạng lên Conference Premier. Trận chung kết được tổ chức tại sân vân động Britannia của Câu lạc bộ Stoke, khi đó Eastbourne của Conference South để thua 2–1 bởi Altrincham.

## Giải Football Conference Cup
Hội nghị bóng đá đã tổ chức một cuộc thi đấu cúp cho các thành viên trong suốt lịch sử và bị hủy bỏ vào năm 2009 vì không tìm được nhà tài trợ. Giải Football Conference Cup được biết đến ban đầu là Bob Lord Trophy và sau đó là Spalding Cup từ mùa giải 1995-1996 đến mùa giải 2000-2001, Giải đấu được phục hồi trong mùa giải 2007-2008 khi Football Conference Cup được tài trợ bởi Setanta Sports. Danh sách các đội bóng vô địch:
| Aldershot Town            |
| Altrincham                |
| Barrow                    |
| Boreham Wood              |
| Braintree Town            |
| Bromley                   |
| Cheltenham Town           |
| Chester                   |
| Dover Athletic            |
| Eastleigh                 |
| FC Halifax Town           |
| Forest Green Rovers       |
| Gateshead                 |
| Guiseley                  |
| Grimsby Town              |
| Kidderminster Harriers    |
| Lincoln City              |
| Macclesfield Town         |
| Southport                 |
| Torquay United            |
| Tranmere Rovers           |
| Welling United            |
| Woking                    |
| [[Wrexham F.C.\|Wrexham]] |

| A.F.C. Fylde              |
| A.F.C. Telford United     |
| Alfreton Town             |
| Boston United             |
| Brackley Town             |
| Bradford Park Avenue      |
| Chorley                   |
| Corby Town                |
| Curzon Ashton             |
| F.C. United of Manchester |
| Gainsborough Trinity      |
| Gloucester City           |
| Harrogate Town            |
| Hednesford Town           |
| Lowestoft Town            |
| North Ferriby United      |
| Nuneaton Town             |
| Solihull Moors            |
| Stalybridge Celtic        |
| Stockport County          |
| Tamworth                  |
| Worcester City            |

| Basingstoke Town       |
| Bath City              |
| Bishop's Stortford     |
| Chelmsford City        |
| Concord Rangers        |
| Dartford               |
| Eastbourne Borough     |
| Ebbsfleet United       |
| Gosport Borough        |
| Havant & Waterlooville |
| Hayes & Yeading United |
| Hemel Hempstead Town   |
| Maidenhead United      |
| Maidstone United       |
| Margate                |
| Oxford City            |
| St Albans City         |
| Sutton United          |
| Truro City             |
| Wealdstone             |
| Weston-super-Mare      |
| Whitehawk              |

## Câu lạc bộ bóng đá từng tham dự Football League bây giờ ở National League
| Câu lạc bộ             | Năm ở Football League                                 | Số mùa giải |
| ---------------------- | ----------------------------------------------------- | ----------- |
| Aldershot Town         | 2008–2013; 1932–1992 (as a previous incarnation)      | 54          |
| Barrow                 | 1921–1972                                             | 44          |
| Boston United          | 2002–2007                                             | 5           |
| Bradford Park Avenue   | 1908–1970 (as a previous incarnation)                 | 51          |
| Cheltenham Town        | 1999–2015                                             | 16          |
| Chester                | 1931–2000; 2004–2009 (as a previous incarnation)      | 67          |
| FC Halifax Town        | 1921–1993; 1998–2002 (as a previous incarnation)      | 69          |
| Gainsborough Trinity   | 1896–1912                                             | 16          |
| Gateshead              | 1930–1960 (as a previous incarnation)                 | 23          |
| Grimsby Town           | 1892–1910; 1911–2010                                  | 106         |
| Kidderminster Harriers | 2000–2005                                             | 5           |
| Lincoln City           | 1892–1908; 1909–1911; 1912–1920; 1921–1987; 1988–2011 | 104         |
| Macclesfield Town      | 1997–2012                                             | 15          |
| Southport              | 1921–1978                                             | 50          |
| Stalybridge Celtic     | 1921–1923                                             | 2           |
| Stockport County       | 1900–1904, 1905–2011                                  | 99          |
| Torquay United         | 1927–2007; 2009–2014                                  | 78          |
| Tranmere Rovers        | 1921–2015                                             | 87          |
| Wrexham                | 1921–2008                                             | 80          |

## Các nhà vô địch National League
| Mùa giải | Nhà vô địch National League | Chiến thắng play-off             |
| -------- | --------------------------- | -------------------------------- |
| 1979–80  | Altrincham**                |                                  |
| 1980–81  | Altrincham**                |                                  |
| 1981–82  | Runcorn**                   |                                  |
| 1982–83  | Enfield**                   |                                  |
| 1983–84  | Maidstone United**          |                                  |
| 1984–85  | Wealdstone**                |                                  |
| 1985–86  | Enfield**                   |                                  |
| 1986–87  | Scarborough*                |                                  |
| 1987–88  | Lincoln City*               |                                  |
| 1988–89  | Maidstone United*           |                                  |
| 1989–90  | Darlington*                 |                                  |
| 1990–91  | Barnet*                     |                                  |
| 1991–92  | Colchester United*          |                                  |
| 1992–93  | Wycombe Wanderers*          |                                  |
| 1993–94  | Kidderminster Harriers**    |                                  |
| 1994–95  | Macclesfield Town**         |                                  |
| 1995–96  | Stevenage Borough**         |                                  |
| 1996–97  | Macclesfield Town*          |                                  |
| 1997–98  | Halifax Town*               |                                  |
| 1998–99  | Cheltenham Town*            |                                  |
| 1999–00  | Kidderminster Harriers*     |                                  |
| 2000–01  | Rushden & Diamonds*         |                                  |
| 2001–02  | Boston United*              |                                  |
| 2002–03  | Yeovil Town*                | Doncaster Rovers* (Match Report) |
| 2003–04  | Chester City*               | Shrewsbury Town* (Match Report)  |
| 2004–05  | Barnet*                     | Carlisle United* (Match Report)  |
| 2005–06  | Accrington Stanley*         | Hereford United* (Match Report)  |
| 2006–07  | Dagenham & Redbridge*       | Morecambe* (Match Report)        |
| 2007–08  | Aldershot Town*             | Exeter City* (Match Report)      |
| 2008–09  | Burton Albion*              | Torquay United* (Match Report)   |
| 2009–10  | Stevenage Borough*          | Oxford United* (Match Report)    |
| 2010–11  | Crawley Town*               | AFC Wimbledon* (Match Report)    |
| 2011–12  | Fleetwood Town*             | York City* (Match Report)        |
| 2012–13  | Mansfield Town*             | Newport County* (Match Report)   |
| 2013–14  | Luton Town*                 | Cambridge United* (Match Report) |
| 2014–15  | Barnet*                     | Bristol Rovers* (Match Report)   |

| Mùa giải | Nhà vô địch National League North | Chiến thắng play-off  |
| -------- | --------------------------------- | --------------------- |
| 2004–05  | Southport                         | Altrincham            |
| 2005–06  | Northwich Victoria                | Stafford Rangers      |
| 2006–07  | Droylsden                         | Farsley Celtic        |
| 2007–08  | Kettering Town                    | Barrow                |
| 2008–09  | Tamworth                          | Gateshead             |
| 2009–10  | Southport                         | Fleetwood Town        |
| 2010–11  | Alfreton Town                     | A.F.C. Telford United |
| 2011–12  | Hyde                              | Nuneaton Town         |
| 2012–13  | Chester                           | F.C. Halifax Town     |
| 2013–14  | A.F.C. Telford United             | Altrincham            |
| 2014–15  | Barrow                            | Guiseley              |

| Mùa giải | Nhà vô địch National League South | Chiến thắng play-off   |
| -------- | --------------------------------- | ---------------------- |
| 2004–05  | Grays Athletic                    | Eastbourne Borough **  |
| 2005–06  | Weymouth                          | St Albans City         |
| 2006–07  | Histon                            | Salisbury City         |
| 2007–08  | Lewes                             | Eastbourne Borough     |
| 2008–09  | AFC Wimbledon                     | Hayes & Yeading United |
| 2009–10  | Newport County                    | Bath City              |
| 2010–11  | Braintree Town                    | Ebbsfleet United       |
| 2011–12  | Woking                            | Dartford               |
| 2012–13  | Welling United                    | Salisbury City         |
| 2013–14  | Eastleigh                         | Dover Athletic         |
| 2014–15  | Bromley                           | Boreham Wood           |

## Conference League Cup

### Các nhà vô địch
| Mùa giải | Vô địch                | Á quân                 |
| -------- | ---------------------- | ---------------------- |
| 1979–80  | Northwich Victoria     | Altrincham             |
| 1980–81  | Altrincham             | Kettering Town         |
| 1981–82  | Weymouth               | Enfield                |
| 1982–83  | Runcorn                | Scarborough            |
| 1983–84  | Scarborough            | Barnet                 |
| 1984–85  | Runcorn                | Maidstone United       |
| 1985–86  | Stafford Rangers       | Barnet                 |
| 1986–87  | Kettering Town         | Hendon                 |
| 1987–88  | Horwich RMI            | Weymouth               |
| 1988–89  | Yeovil Town            | Kidderminster Harriers |
| 1989–90  | Yeading                | Stamford               |
| 1990–91  | Sutton United          | Barrow                 |
| 1991–92  | Wycombe Wanderers      | Runcorn                |
| 1992–93  | Northwich Victoria     | Wycombe Wanderers      |
| 1993–94  | Macclesfield Town      | Yeovil Town            |
| 1994–95  | Bromsgrove Rovers      | Kettering Town         |
| 1995–96  | Bromsgrove Rovers      | Macclesfield Town      |
| 1996–97  | Kidderminster Harriers | Macclesfield Town      |
| 1997–98  | Morecambe              | Woking                 |
| 1998–99  | Doncaster Rovers       | Farnborough Town       |
| 1999–00  | Doncaster Rovers       | Kingstonian            |
| 2000–01  | Chester City           | Kingstonian            |
| 2001–02  | không được tổ chức     | không được tổ chức     |
| 2002–03  | không được tổ chức     | không được tổ chức     |
| 2003–04  | không được tổ chức'    | không được tổ chức'    |
| 2004–05  | Woking                 | Stalybridge Celtic     |
| 2005–06  | không được tổ chức     | không được tổ chức     |
| 2006–07  | không được tổ chức     | không được tổ chức     |
| 2007–08  | Aldershot Town         | Rushden & Diamonds     |
| 2008–09  | AFC Telford United     | Forest Green Rovers    |
| 2009–10  | không được tổ chức     | không được tổ chức     |

## Former National League clubs now in the Football League
| Club                 | Năms in the National League     | Currently play in (2015–16) |
| -------------------- | ------------------------------- | --------------------------- |
| Accrington Stanley   | 2003–2006                       | League Two                  |
| AFC Wimbledon        | 2009–2011                       | League Two                  |
| Barnet               | 1979–1991; 2001–2005; 2013–2015 | League Two                  |
| Bristol Rovers       | 2014–2015                       | League Two                  |
| Burton Albion        | 2002–2009                       | League One                  |
| Cambridge United     | 2005–2014                       | League Two                  |
| Carlisle United      | 2004–2005                       | League Two                  |
| Colchester United    | 1990–1992                       | League One                  |
| Crawley Town         | 2004–2011                       | League Two                  |
| Dagenham & Redbridge | 1992–1996; 2000–2007            | League Two                  |
| Doncaster Rovers     | 1998–2003                       | League One                  |
| Exeter City          | 2003–2008                       | League Two                  |
| Fleetwood Town       | 2010–2012                       | League One                  |
| Luton Town           | 2009–2014                       | League Two                  |
| Mansfield Town       | 2008–2013                       | League Two                  |
| Morecambe            | 1995–2007                       | League Two                  |
| Newport County       | 2010–2013                       | League Two                  |
| Oxford United        | 2006–2010                       | League Two                  |
| Shrewsbury Town      | 2003–2004                       | League One                  |
| Stevenage            | 1994–2010                       | League Two                  |
| Wycombe Wanderers    | 1985–1986; 1987–1993            | League Two                  |
| Yeovil Town          | 1979–1985; 1988–1995; 1997–2003 | League Two                  |
| York City            | 2004–2012                       | League Two                  |

## Liên kết khác
- Website chính thức